# Blue Beach Resort
IIl Blue Beach Resort (in arabo منتجع فندقي‎?; in ebraico אתר הנופש בלו ביץ'‎?) è stato un lussuoso hotel resort sulla spiaggia aperto nell'estate del 2015 a Gaza.
L'hotel disponeva di cabana boy che servivano i clienti sulla sua spiaggia privata e di una piscina olimpionica. Gli ospiti erano alloggiati in 162 camere in stile chalet immerse in giardini paesaggistici con vista sul Mediterraneo. La struttura faceva parte del quartiere dei divertimenti lungo la strada Al-Rashid a Gaza che comprendeva "dozzine di resort, chalet e caffetterie nuovi e moderni". Anche altri quartieri disponevano di centri commerciali di lusso, condomini e luoghi di intrattenimento.
Il resort si è unito all'hotel a cinque stelle Mashtal, costruito nel 2011, nella fascia alta del mercato degli hotel di lusso a Gaza.
Il Washington Post ha descritto l'hotel come una delle numerose attività commerciali di lusso rivolte ai ricchi cittadini di Gaza. Secondo l'analista economico Nizar Sha'ban, "la maggior parte degli stranieri che visitano la Striscia e soggiornano nei suoi hotel sono giornalisti, operatori umanitari, personale delle Nazioni Unite e della Croce Rossa."
Il resort sulla spiaggia blu è stato costruito sulla base di un accordo firmato con il Ministero palestinese dell'Edilizia. L'accordo prevedeva che la Palestine Real Estate Investment Company (PRICO) fosse lo sviluppatore e il gestore dell'hotel per un periodo di 49 anni, con un'opzione di rinnovo per un altro periodo identico, dopodiché la proprietà sarebbe stata trasferita alle autorità.
Durante la guerra Israele-Hamas del 2023, dozzine di militanti di Hamas hanno lanciato missili anticarro contro le forze israeliane dai locali dell'hotel e dalle camere degli ospiti. I combattenti israeliani si sono scontrati con militanti di Hamas e alcuni militanti sono stati uccisi. Durante la battaglia, le forze di difesa israeliane scoprirono un'infrastruttura sotterranea, che comprendeva sette pozzi che conducevano a tunnel e al suo interno gli alloggi dei militanti di Hamas. Sono state ritrovate anche molte armi, tra cui fucili kalašnikov, cariche varie e droni. Inoltre, le riprese video indicavano che l'accesso a diversi tunnel era disponibile da molti corridoi degli ospiti dell'hotel.